# Ľubomír Gogolák
Ľubomír Gogolák (* 24. Februar 1990) ist ein ehemaliger slowakischer Fußballspieler.

## Vereinskarriere
Gogolák spielte in seiner Jugend beim FK Lokomotíva Trnava. In seiner ersten Saison beim Spartak 2009/10 ist er achtmal eingewechselt worden. Im Herbst 2010 ist er zum Zweitligisten FK Slovan Duslo Šaľa ausgeliehen worden. Sein erstes Tor ist ihm am 21. Mai 2011 im Spiel gegen FC Nitra gelungen. Bei Spartak Trnava hat er einen Vertrag bis 2013.
Sein Bruder Patrik ist Masseur bei der A-Mannschaft von Spartak Trnava.